# 卢布尔雅那大学
卢布尔雅那大学（發音：[uniʋɛ́ːɾza w ljubljàːni]），是位于斯洛文尼亚首都卢布尔雅那的一所大学，为斯洛文尼亚历史最悠久、规模最大的大学。

## 院系设置

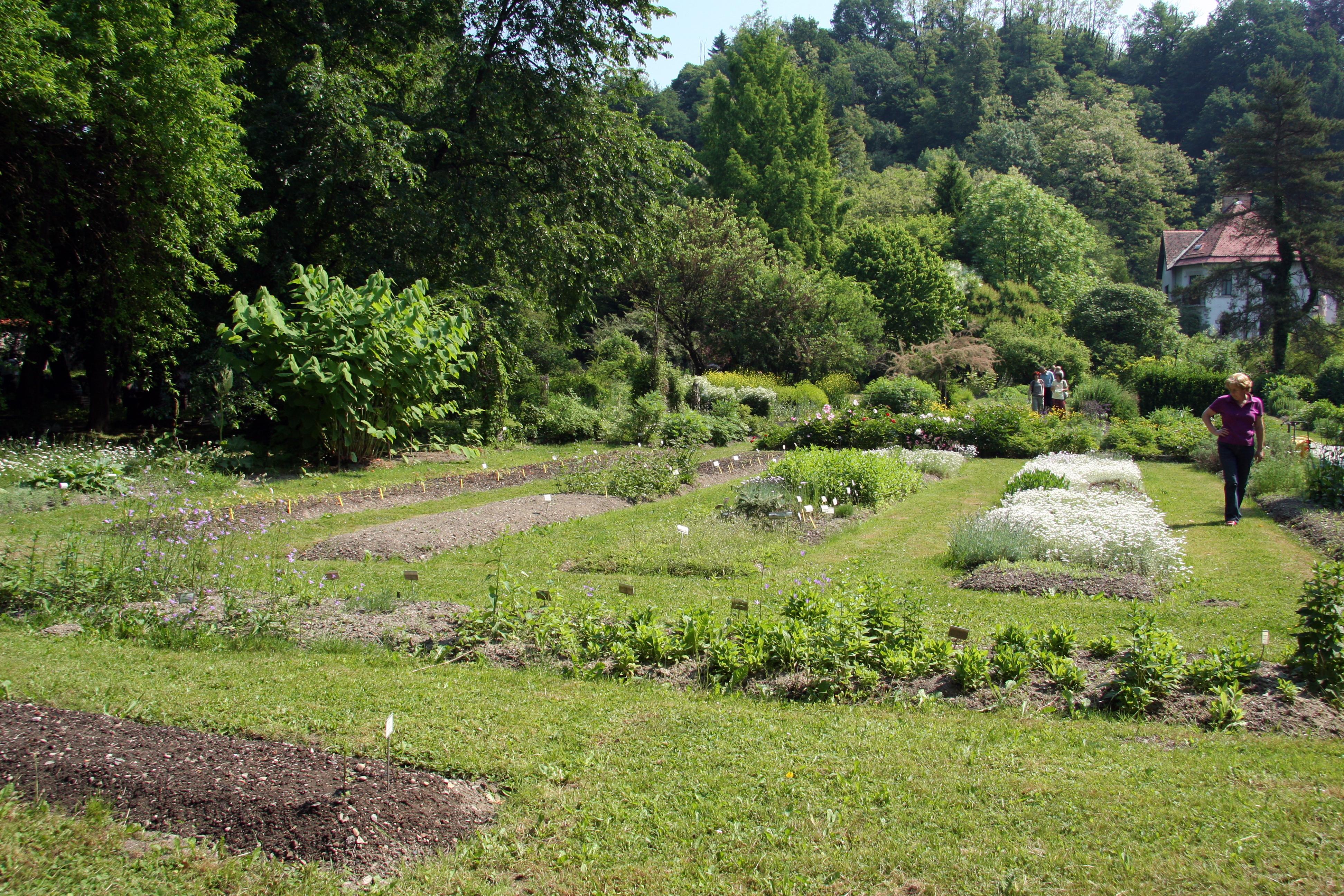
大学植物园

卢布尔雅那大学共有23个学院。
- 廣播電影電視學院
- 美術和設計學院
- 音樂學院
- 行政學院
- 建築學院
- 藝術學院
- 生物技術學院
- 化學與化學技術學院
- 土木工程和大地測量學院
- 計算機與信息科學學院
- 經濟學院
- 教育學院
- 電氣工程學院
- 法學院
- 海事研究和運輸學院
- 數學和物理學院
- 機械工程學院
- 醫學院
- 自然科學與工程學院
- 藥學院
- 社會科學學院
- 社會工作學院
- 體育學院
- 神學系
- 獸醫學院
- 衛生科學學院

## 著名校友
- 斯拉沃熱·齊澤克
- 梅蘭妮亞·川普（未畢業）

## 外部連接
- University of Ljubljana Website （页面存档备份，存于） （英文） （斯洛文尼亚文）

46°02′56″N 14°30′14″E / 46.04889°N 14.50389°E